# منسفیلد سنتر (کنتیکت)
منسفیلد سنتر (به انگلیسی: Mansfield Center) یک منطقهٔ مسکونی در ایالات متحده آمریکا است که در شهرستان تولند، کنتیکت واقع شده‌است. منسفیلد سنتر ۸٫۸ کیلومتر مربع مساحت و ۹۴۷ نفر جمعیت دارد و ۷۸ متر بالاتر از سطح دریا واقع شده‌است.